# Slivna
Slivna je naselje v Občini Litija in planota.